# Der Clown
Der Clown ist eine deutsche Fernsehproduktion des Senders RTL. Die Hauptrolle spielte Sven Martinek.
Den Pilotfilm, der am 3. November 1996 ausgestrahlt wurde, sahen bis zu 10,06 Millionen Fernsehzuschauer. Auf Grund dieses Erfolges produzierte action concept zunächst einen zweiten Fernsehfilm (Feindschaft) und von 1996 bis 2000 eine Fernsehserie, die nachfolgend ab April 1998 bei RTL liefen. Drehort des Films und der Serie waren der Raum Düsseldorf und Köln. Die Regie führte Hermann Joha, der auch die Stunts koordinierte.
Im März 2005 kam der Film Der Clown – Payday in die Kinos, in dem Claudia Diehl bereits seit vier Jahren tot ist. Die Szenen der Erschießung waren nicht in der Serie zu sehen, sondern wurden eigens für den Kinofilm innerhalb eines Drehtages gedreht. Payday wurde im selben Jahr mit dem internationalen Taurus World Stunt Award in der Kategorie „Beste Action in einem ausländischen Film“ ausgezeichnet. Laut Aussage des Produktionsunternehmens war es einer der aufwändigsten Action-Filme Europas.

## Handlung
Um seinen ermordeten besten Freund zu rächen, schlüpft der Top-Agent Max Zander (Sven Martinek) in die Rolle des „Clowns“. Gejagt von der Polizei, kämpft er im Deckmantel seiner Maske gegen das Verbrechen. Max wird unterstützt von seinen Freunden: der Journalistin Claudia Diehl und dem Hubschrauberpiloten Tobias „Dobbs“ Steiger. Die drei werden immer wieder in neue Fälle verwickelt und helfen Menschen, die in Not sind.

## Besetzung
| Schauspieler             | Rollenname             | Ausstiegsgrund                                                                              | Staffeln | Folgen | Jahr(e)   |
| ------------------------ | ---------------------- | ------------------------------------------------------------------------------------------- | -------- | ------ | --------- |
| Sven Martinek            | Max Zander-Hecker      | –                                                                                           | 1–6      | 1–44   | 1996–2001 |
| Diana Frank              | Claudia Diehl          | nach der 6. Staffel erschossen (siehe Kinofilm)                                             | 1–6      | 1–44   | 1996–2001 |
| Volkmar Kleinert         | Joseph Ludowski        | auf einem Parkdach erstochen                                                                | 1–2      | 1–16   | 1996–1999 |
| Thomas Anzenhofer        | Tobias „Dobbs“ Steiger | –                                                                                           | 1–6      | 1–44   | 1996–2001 |
| Andreas Schmidt-Schaller | Kommissar Führmann     | Nachdem der „Clown“ seine Tochter aus Gefangenschaft gerettet hatte, gab er den Dienst auf. | 1–4      | 1–33   | 1996–2000 |
| Max Müller               | Polizist Chris Bürling | Tauchte ohne Grund nie mehr auf.                                                            | 1        | 1–6    | 1996–1998 |

## Auszeichnungen
Bei den Taurus Awards 2005 wurde der Film in der Kategorie Bester Stunt in einem ausländischen Film (Best Action In A Foreign Film) ausgezeichnet.

## DVD-Veröffentlichungen
Der erste Pilotfilm (1996) und alle vier produzierten Staffeln sowie der Kinofilm sind auf DVD erhältlich. Staffel 4 erschien am 26. März 2007, inkl. dem 90-minütigen zweiten Pilotfilm (Feindschaft) und der 90-minütigen Folge In der Zange aus Staffel 1. Auf dem Cover wird diese Folge jedoch als erster Pilotfilm mit dem Titel Tod eines Clowns angekündigt, was beides nicht den Tatsachen entspricht. Hierbei handelte es sich um einen Produktionsfehler; der tatsächliche erste Pilotfilm konnte mit einer kostenlosen Austausch-DVD bezogen werden.